# Feuerwerk auf italienisch
Feuerwerk auf italienisch (Originaltitel: The Whole Shebang) ist eine US-amerikanisch-kanadische Filmkomödie von George Zaloom aus dem Jahr 2001.

## Handlung
Der Caféhausgeiger Giovanni Bazinni lebt in Neapel. Nachdem seine Freundin Maria sich von ihm getrennt hat, will er Selbstmord begehen und leitet Abgase in das Innere seines Autos. Weil aber kein Benzin mehr im Tank ist, stirbt der Motor ab. Danach stellt er sich Geige spielend auf eine Brücke und glaubt sich schon von einem heranrasenden Auto überfahren, doch stattdessen fahren zwei Motorräder an ihm vorbei.
Entmutigt zu Hause angekommen, erfährt Giovanni von dem tödlichen Unfall seines Cousins, dessen Vater Pop Bazinni ihn nach Neptune City in New Jersey einlädt. Er soll dort anstelle des Verstorbenen das Familienunternehmen leiten, eine Feuerwerksfabrik. Die Firma befindet sich in finanziellen Schwierigkeiten und läuft Gefahr, vom konkurrierenden Familienunternehmen Zito übernommen zu werden.
In den USA lernt Giovanni Pop, den Vater des verstorbenen Cousins, und Val, seine Witwe, näher kennen. Pop entdeckt, dass Val in ihrem Kofferraum für Notfälle Leuchtraketen der konkurrierenden Familie Zito bereithält. Er kommt dahinter, dass Val sich mit Joey Zito trifft. Vor Aufregung bekommt er einen Schwächeanfall und muss einige Zeit im Krankenhaus verbringen.
Inzwischen erhält Val einen Heiratsantrag Joeys, den sie jedoch ablehnt. Nach einem Kuss Giovannis findet sie den Entwurf eines Abschiedsbriefes Giovannis an Maria und missversteht ihn als einen Liebesbrief. Aus Wut erklärt sie Pop und Giovanni, sie werde nun doch Joey heiraten. Die beiden fahren zur Firma Zito, um Joey und dessen Mutter zur Rede zu stellen, doch diese fordern als Gegenleistung für den Verzicht die Übergabe der Firma Bazinni. Kurz darauf stirbt Pop in seiner Feuerwerkstatt, und wieder misslingt ein Selbstmordversuch Giovannis.
Val stellt Joey wegen seines Angebots zur Rede und trennt sich endgültig von ihm. Ihr kleiner Sohn Bobby, der seit dem Tod seines Vaters kein Wort mehr gesprochen hatte, findet seine Sprache wieder.
Nun plant die Familie Bazinni, am Feuerwerkswettbewerb in Neapel teilzunehmen. Als Giovanni in der Firma seinen Feuerwerkskörper füllt, mischt er heimlich Pops Asche darunter. Doch ein Löschboot durchnässt die Zündschnüre ihres Feuerwerks, so dass sie nicht zur vorgesehenen Zeit loslegen können.
Val trifft zufällig Maria und erfährt, dass Giovanni mit ihr Schluss gemacht hat. Erleichtert läuft sie zu Giovanni und küsst ihn. Mittlerweile sind die Zündschnüre getrocknet, das großartige Feuerwerk der Bazinnis kann beginnen und gewinnt den ersten Preis. Giovanni, Val und Bobby lassen sich in Neapel nieder und werden glücklich.

## Kritiken
Rotten Tomatoes verglich den Film mit der Komödie My Big Fat Greek Wedding und schrieb, beide Filme seien Liebesgeschichten, in denen familiäre Bindungen eine große, aber auch komische Rolle spielen würden. Zudem wurde die „talentierte“ Besetzung gelobt, wobei namentlich Giancarlo Giannini, Stanley Tucci und Bridget Fonda erwähnt wurden.
Das Lexikon des internationalen Films schrieb, der Film sei eine „statisch entwickelte, aber gut gespielte Ethno-Komödie“. Sie biete „eine Reihe liebenswerter Klischees“ sowie „ein überraschendes Ende“.

## Hintergrund
Der Film wurde in Neapel und in Vancouver gedreht. Er hatte seine Weltpremiere am 29. August 2001 auf dem Montréal Film Festival.